# إيرثلوك: فيستفل أوف ماجيك
إيرثلوك: فيستفل أوف ماجيك (بالإنجليزية: Earthlock: Festival of Magic)‏، هي لعبة فيديو إلكترونية نرويجية طورها سنوكاسل غيمز، وهي من نوع تقمص الأدوار ومستوحاة من لعبة فاينل فانتسي، تعمل لعدة أنظمة تشغيل وهي بلاي ستيشن 4 ولينكس وإكس بوكس ون ومايكروسوفت ويندوز ونينتندو وي يو وأو إس إكس، صدرت في الأسواق بتاريخ 1 سبتمبر 2016م.